# Nasikabatrachus
Nasikabatrachus Biju & Bossuyt, 2003 è un genere di anfibi anuri presenti in India. È l'unico genere della famiglia Nasikabatrachidae.

## Etimologia
Il nome del genere è composto dalla parola in sanscrito nasika, cioè "naso", e da batrachus che in greco antico significa "rana", in riferimento al particolare muso di queste specie.

## Distribuzione e habitat
Questo genere è endemico delle montagne dei Ghati occidentali in India.

## Tassonomia
La scoperta della prima specie risale al 2003 e venne inserita sotto il genere Nasikabatrachus e all'interno della famiglia Nasikabatrachidae. Successivi studi eseguiti da altri ricercatori, avevano portato ad inserire la nuova specie all'interno della famiglia Sooglossidae, considerando Nasikabatrachidae un sinonimo della stessa. Ulteriori studi, eseguiti nel 2009 e nel 2011 hanno riclassificato la specie nuovamente sotto la sua famiglia di appartenenza originale, Nasikabatrachidae. Nel 2017 è stata scoperta una seconda specie.